# Christian Erichsen (Nordischer Kombinierer)
Christian Erichsen (* 21. Oktober 1990) ist ein ehemaliger Schweizer Nordischer Kombinierer.

## Werdegang
Christian Erichsen startete für den SC Giswil-Mörlialp. Er begann seine internationale Karriere im Rahmen des Continental Cups am 7. und 8. März 2009 im norwegischen Høydalsmo, wo er die Plätze 37 und 38 belegte. In den folgenden Jahren startete er weiterhin regelmässig im Continental Cup, wobei sein bestes Ergebnis im Einzel ein zehnter Platz im März 2011 in Høydalsmo war. Zusammen mit Ivo Hess, Sven Fawer und Tim Hug erreichte Erichsen beim Teamwettbewerb von Kranj am 18. Februar 2012 seine erste und einzige Podestplatzierung im Continental Cup.
Am 18. und 19. Dezember 2010 debütierte Erichsen im Weltcup der Nordischen Kombination und erreichte dort die Plätze 58 und 56. Insgesamt startete er in den folgenden Jahren nur sechs Mal im Weltcup; sein bestes Resultat war ein neunter Platz mit der Schweizer Mannschaft beim Teamwettbewerb in Oberstdorf am 7. Januar 2012.
Bei den Schweizer Meisterschaften 2011 in Einsiedeln belegte Erichsen hinter Tim Hug und Seppi Hurschler den Bronzerang. Zwei Jahre später gewann Erichsen bei den Meisterschaften 2013 hinter Tim Hug und Jan Kirchhofer erneut die Bronzemedaille.
Nach einem letzten Start im Weltcup im März 2014 in Oslo beendete Erichsen seine Karriere.